# Aguinaldo Jaime
Aguinaldo Jaime (* 15. Januar 1956 in Luanda) ist ein angolanischer Politiker der Movimento Popular de Libertação de Angola (MPLA).

## Leben
Aguinaldo Jaime begann seine berufliche Laufbahn nach Abschluss seines Studiums 1985 als Direktor für Planung, Studien und Statistik der Nationalen Versicherungsgesellschaft und war im Anschluss zwischen 1987 und 1990 Direktor der Behörde für ausländische Investitionen (Conselho de Investimento Estrangeiro), die für die Förderung und Bewertung ausländischer Investitionen in Angola zuständig ist. Als Nachfolger von Augusto Teixeira Jorge de Matos Agosto übernahm er im Juni 1990 in der Regierung von Staatspräsident José Eduardo dos Santos das Amt des Finanzministers, das er bis zu seiner Ablösung durch Mário de Alcântara Monteiro im April 1992 bekleidete. Danach wechselte er von 1992 bis 1995 als Sonderassistent und Stabschef in das Büro des Präsidenten der Afrikanischen Entwicklungsbank (ADB), Babacar Ndiaye, nach Abidjan. Nach seiner Rückkehr war er zwischen 1995 und 1999 Präsident der Banco Angolano de Investimento (BAI), der ersten privaten Bank Angolas.
1999 wurde Jaime Gouverneur der Angolanischen Nationalbank (Banco Nacional de Angola) und hatte diese Funktion bis 2002 inne. Danach war er zwischen 2002 und 2007 stellvertretender Premierminister und als Leiter der Wirtschaftsgruppe der Regierung verantwortlich für die Koordination der Geld-, Steuer- und Ertragspolitik sowie die öffentlichen Investitionsprogramme. Danach fungierte er zwischen 2008 und 2010 als Präsident der Agentur für private Investitionen (Agência Angolana para o Investimento Privado), die als Nachfolgeorganisation der Behörde für ausländische Investitionen für die Förderung privater Investitionen sowie die Bewertung, Genehmigung und Gewährung von Anreizen für Privatanleger zuständig ist. Seit 2013 ist er Präsident der Behörde für Regulierung und Versicherungsaufsicht (Agência Reguladora Angolana de Supervisão de Seguros) tätig, die die Bereiche Versicherungen, Rückversicherungen und Pensionsfonds reguliert und beaufsichtigt. Er unterrichtete zeitweise als Professor für Betriebswirtschaft, Öffentliches Finanz- und Wirtschaftsrecht an der Katholischen Universität von Angola, der Katholischen Universität Porto sowie der Päpstlichen Katholischen Universität von Rio de Janeiro.
Im Juni 2017 wurde Aguinaldo Jaime des Weiteren zum Vizepräsidenten der Afrikanischen Rückversicherungsgesellschaft Africa Re (Africa Reinsurance Corporation) gewählt.